# 고노에 다다테루

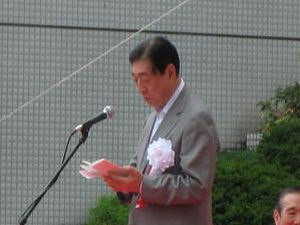

고노에 다다테루(일본어: 近衞忠煇, 1939년 5월 8일 ~ )는 국제 적십자사·적신월사 연맹의 회장, 일본 적십자사의 사장이다. 고노에가 제32대 당주. 본명은 호소카와 모리테루(細川 護煇).
친부는 옛 히고 구마모토번 호소카와 종가 당주 호소카와 모리사다이다. 친모는 총리 고노에 후미마로의 딸 아쓰코이다. 모리사다와 아쓰코 사이에 차남으로 태어났다. 친형은 제79대 내각총리대신인 호소카와 모리히로이다.
외숙부 고노에 후미타카가 시베리아 억류 중 사망하여 고노에가의 당주는 외조카 다다테루가 잇게되었다.
| 전임 고노에 후미타카 | 제32대 고노에 가 당주 | 후임 - |